# Siksika
Siksika /Blackfoot/, najmanje od plemena prerijskih Indijanaca iz konfederacije Siksika ili Blackfoot sa sjevernih Velikih prerija u Montani i susjednoj Kanadi. Pleme Siksika daje svoje ime plemenskom savezu, koja je uz njih obuhvaćala i plemena Kainah ili Krvave (Blood) i Piegan. 
Danas su naseljeni na rezervatima u SAD-u i Kanadi. U Kanadi žive na rezervatu u Alberti na rijeci Bow, gdje su njihove bande poznate kao Running Rabbit i Yellow Horse. Hodge za njih kaže da su se sastojali od pod-plemena ili bandi Aisikstukiks, Apikaiyiks, Emitahpahksaiyiks, Motahtosiks, Puhksinahmahyiks, Saiyiks, Siksinokaks i Tsiniktsistsoyiks. 

## Vanjske poveznice
- Siksika  Arhivirana inačica izvorne stranice od 23. travnja 2008. (Wayback Machine)
- Blackfoot (Siksika)  Arhivirana inačica izvorne stranice od 1. siječnja 2007. (Wayback Machine)